# Dropides (Archon 593/92 v. Chr.)
Dropides (griechisch Δρωπίδης Drōpídēs) war 593/592 v. Chr. Athener Archon, bekleidete also das höchste Staatsamt. Er war vermutlich Enkel oder Sohn des gleichnamigen Archonten von 645/44 v. Chr. Zur Unterscheidung von diesem wird er in der Forschungsliteratur „Dropides II.“ genannt. Dropides II. wird von Platon an einer Stelle als Freund und oikeios (Verwandter oder Vertrauter) des legendären athenischen Gesetzgebers Solon bezeichnet, an einer anderen Stelle ist bei Platon ausdrücklich von einem Verwandtschaftsverhältnis (syngeneia) zwischen Solon und den Nachkommen des Dropides die Rede. Der Verwandtschaftsgrad bleibt unklar. Dropides II. hatte einen Sohn namens Kritias („Kritias II.“), von dem Glaukon, der Vater von Platons Mutter Periktione, abstammte.
Dropides „herrschte im Jahr nach Solon (als Archon) in Athen,“ schreibt Philostratos. Seine Lebensdaten sind nicht bekannt; analog zu Solon setzte Johannes Kirchner die Geburt in die Jahre um 640 v. Chr.